# Planta desaladora Mantoverde
La planta desaladora Mantoverde es una infraestructura dedicada a la desalinización de agua de mar con el fin de abastecer las necesidades hídricas de la producción de cobre de la mina Mantoverde de la Región de Atacama, Chile.: 12 

## Ubicación
Está ubicada en la bahía Corral de los Chanchos, cercano al balneario de Flamenco, pero en una zona rocosa inaccesible.

## Características
Es una inversión de US$ 100 millones de Anglo American inaugurada en 2014 para abastecer la mina con un caudal de 120 l/s de agua de uso industrial. Está formada por una tubería de extracción, un sistema de filtrado con el consiguiente proceso de osmosis inversa, la tubería para el retorno de la salmuera al mar y un acueducto de 42 km de longitud que lleva el agua desalinizada a una altitud de 800 msnm a través de un ducto de 24 pulgadas (61,0 cm) impulsada por dos unidades de bombeo.